# Peter Grant (homme politique)
Pour les articles homonymes, voir Peter Grant.
Peter Grant, né le 12 octobre 1960 à Coatbridge (Écosse), est un homme politique britannique, membre du Parti national écossais (SNP) et député de la circonscription de Glenrothes à la Chambre des communes du Royaume-Uni de 2015 à 2024.

## Jeunesse
Peter Grant naît à Coatbridge, dans le North Lanarkshire, dans une famille qui vote traditionnellement travailliste. Il déménage à Glenrothes en 1982.
Avant d'être élu député, Grant travaille dans les finances du secteur public. Il suit une formation de professeur de physique avant de se qualifier en tant que comptable.

## Carrière politique
Grant devient conseiller du Parti national écossais à Glenrothes en 1992. En mai 2007, il devient chef du Conseil Fife.
En août 2008, le député travailliste de Glenrothes, John MacDougall, meurt, déclenchant une élection partielle. Grant est le chef du conseil et est choisi comme candidat du SNP. Un peu plus d'une semaine avant l'élection partielle, Grant déclare qu'en raison du "mal du pays", il passerait le moins de temps possible en tant que député et servirait moins d'un mandat complet en cas de vote "oui" à un futur Référendum sur l'indépendance de l'Écosse. Il est battu par Lindsay Roy du Labour, qui ne se représente pas en 2015.
Lors de l'élection générale britannique de 2015, Grant est le candidat du SNP à Glenrothes et remporte le siège avec une majorité de 13 897 voix en battant le candidat travailliste. À la suite de cela, il démissionne de son poste au conseil.
En 2016, Grant estime qu'il faudrait cinq à dix ans pour qu'un autre référendum sur l'indépendance de l'Écosse ait lieu, en fonction du niveau de soutien dans les sondages.
Grant conserve son siège Élections générales britanniques de 2017 avec 17 291 voix, 42,8% du total des voix exprimées.
Il est le porte-parole du Shadow SNP pour l'Europe.
En novembre 2017, Grant demande à la Commission de la Chambre des communes d'examiner la mise en œuvre du vote électronique pour la Chambre des communes.

## Vie privée
Grant est un musicien amateur, capable de jouer du piano et du Fiddle. Il est également joueur de bowls amateur, auparavant président du Leslie Bowling Club. Il est marié à Fiona, qui est médecin généraliste, depuis trente ans, et conseillère SNP pour Mid Fife et Glenrothes.